# دوروثي لويس بيرنستاين
دوروثي لويس بيرنستاين (بالإنجليزية: Dorothy Lewis Bernstein)‏ هي رياضياتية أمريكية، ولدت في 11 أبريل 1914 في شيكاغو في الولايات المتحدة، وتوفيت في 5 فبراير 1988 في بروفيدنس في الولايات المتحدة.